# World Poker Tour (stagione 11)
Di seguito sono elencati i risultati dell'undicesima stagione del World Poker Tour (2012-2013).

## Risultati

### Merit Cyprus Classic
- Casino: Merit Crystal Cove Casino, Alsancak Mevkii Kyrenia, Cipro
- Buy-in: $4,000 + $400
- Data: 4 - 9 agosto 2012
- Iscritti: 329
- Montepremi totale: $1,212,694
- Giocatori premiati: 36

| Piazzamento | Nome                     | Premio   |
| ----------- | ------------------------ | -------- |
| 1°          | Marvin Guido Rettenmaier | $287,784 |
| 2°          | Artur Voskanyan          | $184,020 |
| 3°          | Ran Azor                 | $118,360 |
| 4°          | Victor Parashiv          | $87,610  |
| 5°          | Joseph El Khoury         | $65,770  |
| 6°          | Kiryl Radzivonau         | $52,590  |

### Parx Open Poker Classic
- Casino: Parx Casino, Bensalem, Pennsylvania
- Buy-in: $3,300 + $200
- Data: 10 - 15 agosto 2012
- Iscritti: 500
- Montepremi totale: $1,600,500
- Giocatori premiati: 54

| Piazzamento | Nome             | Premio   |
| ----------- | ---------------- | -------- |
| 1°          | Anthony Gregg    | $416,127 |
| 2°          | Stephen Reynolds | $244,877 |
| 3°          | Chris Lee        | $158,450 |
| 4°          | Larry Sharp      | $108,034 |
| 5°          | Chris Vandeursen | $76,824  |
| 6°          | Andre Nyffeler   | $61,619  |

### Legends of Poker
- Casino: The Bicycle Casino, Bell Gardens, California
- Buy-in: $3,500 + $200
- Data: 24 - 29 agosto 2012
- Iscritti: 622
- Montepremi totale: $2,111,690
- Giocatori premiati: 63

| Piazzamento | Nome          | Premio   |
| ----------- | ------------- | -------- |
| 1°          | Josh Hale     | $500,000 |
| 2°          | Max Steinberg | $293,490 |
| 3°          | Raouf Malek   | $192,400 |
| 4°          | Ali Eslami    | $133,700 |
| 5°          | Greg Mueller  | $97,100  |
| 6°          | Jeff Madsen   | $75,400  |

### Grand Prix de Paris
- Casino: Aviation Club de France, Parigi, Francia
- Buy-in: €7,500
- Data: 10 - 15 settembre 2012
- Iscritti: 228
- Montepremi totale: €1,624,500
- Giocatori premiati: 27

| Piazzamento | Nome             | Premio   |
| ----------- | ---------------- | -------- |
| 1°          | Matt Salsberg    | €400,000 |
| 2°          | Theo Jørgensen   | €264,600 |
| 3°          | Philipp Gruissem | €170,065 |
| 4°          | Timothy Adams    | €125,775 |
| 5°          | Mohsin Charania  | €95,615  |
| 6°          | Fabian Quoss     | €75,765  |

### WPT Malta
- Casino: Casino di Portomaso, Portomaso, Malta
- Buy-in: €3,000 + €300
- Data: 16 - 20 settembre 2012
- Iscritti: 169
- Montepremi totale: €643,641
- Giocatori premiati: 21

| Piazzamento | Nome             | Premio   |
| ----------- | ---------------- | -------- |
| 1°          | Yorane Kerignard | €120,000 |
| 2°          | Jackson Genovesi | €82,370  |
| 3°          | Alessio Isaia    | €52,600  |
| 4°          | Hui Chen-Kuo     | €39,200  |
| 5°          | Zeljko Krizan    | €29,300  |
| 6°          | Sampo Ryynanen   | €23,300  |

### Borgata Poker Open
- Casino: Borgata Hotel Casino, Atlantic City, New Jersey
- Buy-in: $3,300 + $200
- Data: 16 - 21 settembre 2012
- Iscritti: 1,181
- Montepremi totale: $3,897,300
- Giocatori premiati: 110

| Piazzamento | Nome            | Premio   |
| ----------- | --------------- | -------- |
| 1°          | Ben Hamnett     | $818,847 |
| 2°          | Matthew Burnitz | $488,850 |
| 3°          | Tyler Patterson | $298,950 |
| 4°          | Ofir Mor        | $250,065 |
| 5°          | Steve Brecher   | $206,821 |
| 6°          | David Diaz      | $167,337 |

### WPT Emperors Palace Poker Classic
- Casino: Emperors Palace Hotel Casino Convention Entertainment Resort, Johannesburg, Sudafrica
- Buy-in: $3,300 + $300
- Data: 22 - 26 ottobre 2012
- Iscritti: 230
- Montepremi totale: $759,000
- Giocatori premiati: 27

| Piazzamento | Nome             | Premio   |
| ----------- | ---------------- | -------- |
| 1°          | Dominik Nitsche  | $206,153 |
| 2°          | Jerome Bradpiece | $121,477 |
| 3°          | Ross William     | $80,985  |
| 4°          | Wesley Wiegand   | $56,321  |
| 5°          | Jason Strauss    | $41,965  |
| 6°          | Andrew Anthony   | $32,394  |

### BestBet Jacksonville Fall Poker Scramble
- Casino: BestBet Jacksonville, Jacksonville, Florida
- Buy-in: $3,200 + $300
- Data: 9 - 13 novembre 2012
- Iscritti: 477
- Montepremi totale: $1,526,400
- Giocatori premiati: 45

| Piazzamento | Nome           | Premio   |
| ----------- | -------------- | -------- |
| 1°          | Noah Schwartz  | $402,972 |
| 2°          | Byron Kaverman | $236,592 |
| 3°          | Ryan Hartmann  | $153,403 |
| 4°          | Hans Winzeler  | $106,848 |
| 5°          | Brian Senie    | $77,083  |
| 6°          | Tee Markholt   | $61,819  |

### WPT Copenhagen
- Casino: Casino Copenaghen, Copenaghen, Danimarca
- Buy-in: DKr 24,000 + 2,250
- Data: 12 - 17 novembre 2012
- Iscritti: 229
- Montepremi totale: DKr 5,496,000
- Giocatori premiati: 27

| Piazzamento | Nome                      | Premio        |
| ----------- | ------------------------- | ------------- |
| 1°          | Emil Olsson               | DKr 1,346,000 |
| 2°          | Morten Klein              | DKr 845,000   |
| 3°          | Philip Jacobsen           | DKr 545,000   |
| 4°          | Stanislav Barshak         | DKr 400,000   |
| 5°          | Robin Christoffer Ylitalo | DKr 300,000   |
| 6°          | Jan Djerberg              | DKr 240,000   |

### WPT Montréal
- Casino: Playground Poker Club, Kahnawake, Canada
- Buy-in: $3,000 + $300
- Data: 23 - 27 novembre 2012
- Iscritti: 1,173
- Montepremi totale: $3,387,930
- Giocatori premiati: 117

| Piazzamento | Nome              | Premio   |
| ----------- | ----------------- | -------- |
| 1°          | Jonathan Roy      | $784,101 |
| 2°          | Pascal Lefrançois | $473,572 |
| 3°          | Jeff Gross        | $319,238 |
| 4°          | Gavin Smith       | $212,937 |
| 5°          | Sylvain Siebert   | $147,184 |
| 6°          | Peter Kaemmerlen  | $113,792 |

### WPT Mazagan
- Casino: Mazagan Beach and Golf Resort, El Jadida, Marocco
- Buy-in: €3,200 + €300
- Data: 27 novembre - 1º dicembre 2012
- Iscritti: 146
- Montepremi totale: €438,253
- Giocatori premiati: 18

| Piazzamento | Nome             | Premio   |
| ----------- | ---------------- | -------- |
| 1st         | Giacomo Fundarò  | €127,707 |
| 2nd         | Frederic Brunet  | €75,225  |
| 3rd         | Jeremy Nock      | €48,673  |
| 4th         | Davidi Kitai     | €35,928  |
| 5th         | Clement Beauvois | €26,990  |
| 6th         | Bruno Fitoussi   | €21,681  |

### WPT Prague
- Casino: Corinthia Casino, Praga, Repubblica Ceca
- Buy-in: €3,000 + €300
- Data: 3 - 9 dicembre 2012
- Iscritti: 567
- Montepremi totale: €1,684,295
- Giocatori premiati: 72

| Piazzamento | Nome             | Premio   |
| ----------- | ---------------- | -------- |
| 1°          | Marcin Wydrowski | €325,000 |
| 2°          | Alexander Lahkov | €213,775 |
| 3°          | Bodo Sbrzesny    | €137,470 |
| 4°          | Tony Chang       | €101,800 |
| 5°          | Michael Gagliano | €76,315  |
| 6°          | Alin Grasu       | €61,150  |

### Five Diamond World Poker Classic
- Casino: Bellagio, Las Vegas, Nevada
- Buy-in: $10,000 + $300
- Data: 4 - 9 dicembre 2012
- Iscritti: 503
- Montepremi totale: $4,879,100
- Giocatori premiati: 54

| Piazzamento | Nome                 | Premio     |
| ----------- | -------------------- | ---------- |
| 1°          | Ravi Raghavan        | $1,268,571 |
| 2°          | Shawn Buchanan       | $746,502   |
| 3°          | Thomas Winters       | $483,031   |
| 4°          | Antonio Esfandiari   | $329,339   |
| 5°          | Andrew Lichtenberger | $234,197   |
| 6°          | Jeremy Kottler       | $187,845   |

### Borgata Winter Poker Open
- Casino: Borgata Hotel Casino, Atlantic City, New Jersey
- Buy-in: $3,300 + $200
- Data: 27 gennaio - 1º febbraio 2013
- Iscritti: 1,042
- Montepremi totale: $3,335,442
- Giocatori premiati: 100

| Piazzamento | Nome              | Premio   |
| ----------- | ----------------- | -------- |
| 1°          | Andy Hwang        | $730,053 |
| 2°          | Jim Anderson      | $438,698 |
| 3°          | Mike Gogliormella | $265,475 |
| 4°          | Matt Haugen       | $222,336 |
| 5°          | Jeremy Druckman   | $182,514 |
| 6°          | Matt Salsberg     | $147,671 |

### WPT Lucky Hearts Poker Open
- Casino: Seminole Hard Rock Hotel and Casino, Hollywood, Florida
- Buy-in: $3,250 + $250
- Data: 8 - 12 febbraio 2013
- Iscritti: 369
- Montepremi totale: $1,199,250
- Giocatori premiati: 36

| Piazzamento | Nome           | Premio   |
| ----------- | -------------- | -------- |
| 1°          | Matt Giannetti | $323,804 |
| 2°          | Lily Kiletto   | $191,880 |
| 3°          | Darryll Fish   | $125,921 |
| 4°          | Danny Shiff    | $86,946  |
| 5°          | Hayden Fortini | $64,160  |
| 6°          | Matt Salsberg  | $50,968  |

### WPT Baden
- Casino: Casino Baden, Baden, Austria
- Buy-in: €3,300
- Data: 19 - 24 febbraio 2013
- Iscritti: 254
- Montepremi totale: €1,031,142
- Giocatori premiati: 27

| Piazzamento | Nome               | Premio   |
| ----------- | ------------------ | -------- |
| 1°          | Vladimir Bozinovic | €271,258 |
| 2°          | Paul Berende       | €172,695 |
| 3°          | Oswin Zieglebecker | €111,587 |
| 4°          | Kimmo Kurko        | €81,034  |
| 5°          | Marvin Rettenmaier | €59,496  |
| 6°          | Grzegorz Wyraz     | €47,820  |

### L.A. Poker Classic
- Casino: Commerce Casino, Commerce, California
- Buy-in: $10,000
- Data: 23 - 28 febbraio 2013
- Iscritti: 517
- Montepremi totale: $4,963,200
- Giocatori premiati: 63

| Piazzamento | Nome           | Premio     |
| ----------- | -------------- | ---------- |
| 1°          | Paul Klann     | $1,004,090 |
| 2°          | Paul Volpe     | $651,170   |
| 3°          | Jesse Yaginuma | $429,810   |
| 4°          | Danny Fuhs     | $316,650   |
| 5°          | David Fong     | $236,250   |
| 6°          | Toby Lewis     | $193,560   |

### Bay 101 Shooting Star
- Casino: Bay 101, San Jose, California
- Buy-in: $7,500
- Data: 4 - 8 marzo 2013
- Iscritti: 643
- Montepremi totale: $4,597,450
- Giocatori premiati: 63

| Piazzamento | Nome          | Premio     |
| ----------- | ------------- | ---------- |
| 1°          | WeiKai Chang  | $1,138,350 |
| 2°          | Joe Nguyen    | $666,740   |
| 3°          | Paul Volpe    | $435,610   |
| 4°          | Erik Seidel   | $295,590   |
| 5°          | Chris Johnson | $208,910   |
| 6°          | Joe Kuether   | $162,240   |

### WPT Venice Grand Pri
- Casino: Casinò di Venezia, Venezia, Italia
- Buy-in: €3,000 + €300
- Data: 25 - 30 marzo 2013
- Iscritti: 173
- Montepremi totale: €519,000
- Giocatori premiati: 21

| Piazzamento | Nome               | Premio   |
| ----------- | ------------------ | -------- |
| 1°          | Rocco Palumbo      | €180,097 |
| 2°          | Marcello Montagner | €108,316 |
| 3°          | Mike Sexton        | €69,723  |
| 4°          | Roberto Begni      | €51,585  |
| 5°          | Xia Lin            | €38,721  |
| 6°          | Erion Islamay      | €31,002  |

### WPT Barcelona
- Casino: Casino Barcelona, Barcellona, Spagna
- Buy-in: €3,200 + €300
- Data: 5 - 10 aprile 2013
- Iscritti: 249
- Montepremi totale: €796,800
- Giocatori premiati: 27

| Piazzamento | Nome                 | Premio   |
| ----------- | -------------------- | -------- |
| 1°          | Chanracy Khun        | €200,000 |
| 2°          | Benjamin Pollak      | €126,000 |
| 3°          | Antonio Alfaia       | €83,000  |
| 4°          | Tahiri Hassani Najib | €62,000  |
| 5°          | Bruno Garcia Cotelo  | €46,000  |
| 6°          | Sergio Fernandez     | €37,000  |

### Seminole Hard Rock Showdown
- Casino: Seminole Hard Rock Hotel and Casino Hollywood, Hollywood, Florida
- Buy-in: $5,000
- Data: 11 - 16 aprile 2013
- Iscritti: 542
- Montepremi totale: $2,547,000
- Giocatori premiati: 54

| Piazzamento | Nome           | Premio   |
| ----------- | -------------- | -------- |
| 1°          | Kevin Eyster   | $660,395 |
| 2°          | Ben Tarzia     | $389,750 |
| 3°          | Zo Karim       | $252,190 |
| 4°          | Paul Dlugozima | $171,950 |
| 5°          | Daniel Letts   | $122,275 |
| 6°          | Jeff Madsen    | $100,000 |

### BestBet Open
- Casino: BestBet Jacksonville, Jacksonville, Florida
- Buy-in: $3,500
- Data: 26 - 30 aprile 2013
- Iscritti: 351
- Montepremi totale: $1,123,204
- Giocatori premiati: 36

| Piazzamento | Nome            | Premio   |
| ----------- | --------------- | -------- |
| 1°          | Mike Linster    | $321,521 |
| 2°          | David Bell      | $175,712 |
| 3°          | Danny Schechter | $115,311 |
| 4°          | Pete Chwala     | $79,619  |
| 5°          | Pete Tinnesz    | $58,754  |
| 6°          | David Diaz      | $46,673  |

### Canadian Spring Championship
- Casino: Playground Poker, Kahnawake, Canada
- Buy-in: $3,300
- Data: 3 - 9 maggio 2013
- Iscritti: 735
- Montepremi totale: $2,121,244
- Giocatori premiati: 72

| Piazzamento | Nome             | Premio   |
| ----------- | ---------------- | -------- |
| 1°          | Amir Babakhani   | $442,248 |
| 2°          | Barry Kruger     | $272,555 |
| 3°          | Jason Duval      | $199,029 |
| 4°          | Bobby Liang      | $136,700 |
| 5°          | Martin Leblanc   | $102,251 |
| 6°          | Jonathan Bardier | $81,767  |

### WPT World Championship
- Casino: Bellagio, Las Vegas, Nevada
- Buy-in: $25,000
- Data: 18 - 24 maggio 2013
- Iscritti: 146
- Montepremi totale: $3,540,500
- Giocatori premiati: 15

| Piazzamento | Nome           | Premio     |
| ----------- | -------------- | ---------- |
| 1°          | David Rheem    | $1,150,297 |
| 2°          | Erick Lindgren | $650,275   |
| 3°          | Jonathan Roy   | $421,800   |
| 4°          | Matt Hyman     | $289,988   |
| 5°          | Brandon Steven | $223,203   |
| 6°          | David Peters   | $173,993   |